# 天主教貝萊斯教區
天主教貝萊斯教區（拉丁語：Dioecesis Velezana）是哥倫比亞一個羅馬天主教教區，屬布卡拉曼加總教區。
教區成立於2003年5月14日，位於桑坦德省南部。2010年有教友193,000人（佔轄區總人口89.8%）、卅二個堂區、四十三名司鐸。現任教區主教為類思·阿貝羅·科特斯·倫東。